# 亜硫酸アンモニウム
亜硫酸アンモニウム（ありゅうさんアンモニウム）は亜硫酸のアンモニウム塩で、化学式は {\displaystyle {\rm {\ (NH_{4})_{2}SO_{3}}}} で表される。

## 製法
亜硫酸アンモニウムはアンモニアと二酸化硫黄を水中で反応させることによって生成される。
{\displaystyle {\ce {2NH3 + SO2 + H2O ->(NH4)2SO3}}}
工業的製法としては、石油の脱硫や硫化物鉱石の煆焼などで得られる二酸化硫黄をアンモニアと反応させて得る。

## 性質
亜硫酸アンモニウムは還元剤であり、空気中の酸素によって硫酸アンモニウムに酸化される。
{\displaystyle {\ce {2(NH4)2SO3 + O2 -> 2(NH4)2SO4}}}
加熱により分解し、二酸化硫黄と窒素酸化物を生成する。
亜硫酸アンモニウムは硫黄と反応してチオ硫酸アンモニウムを生成する。
{\displaystyle {\ce {(NH4)2SO3 + S -> (NH4)2S2O3}}}
強酸と強塩基の両方に反応する。強酸との反応により二酸化硫黄を放ち、強塩基との反応によりアンモニアを放つ。
{\displaystyle {\ce {(NH4)2SO3 + H2SO4 -> (NH4)2SO4 + SO2 (^) + H2O}}}
{\displaystyle {\ce {(NH4)2SO3 + 2NaOH -> Na2SO3 + 2NH3 (^) + 2H2O}}}
そのため、亜硫酸アンモニウムは強酸や強塩基との接触を避けて保存しなければならない。

## 用途

### ヘアケア商品として
亜硫酸アンモニウムは、縮毛矯正剤およびカール剤として使用可能である。 水酸化ナトリウムは髪へのダメージが大きいため、アンモニウムを基材とするヘア製品は水酸化ナトリウムを基材とする製品の代用品として使用される。

### 食品添加物
亜硫酸アンモニウムを含む最も一般的な食品添加物はカラメル色素のE150d である。 FDA によると、カラメル色素には他にも、亜硫酸カリウム、または亜硫酸ナトリウムを含有する。 

### 写真
亜硫酸アンモニウムは、写真の定着液の防腐剤として使用される。亜硫酸アンモニウムは、フィルム写真を現像する際に現像液またはチオ硫酸ナトリウムを保持するための還元剤として使用可能である。 

### その他
亜硫酸アンモニウムはレンガにも含まれる。亜硫酸アンモニウムを原料とするレンガは、主に高炉内張りに使用される。 
亜硫酸アンモニウムは、金属加工で使用される潤滑剤の成分にも含まれ、摩擦による発熱を減らし、金属への不純物の侵入を防ぐ効果がある。 